# Ontherus lunicollis
Ontherus lunicollis är en skalbaggsart som beskrevs av François Génier 1996. Ontherus lunicollis ingår i släktet Ontherus och familjen bladhorningar. Inga underarter finns listade i Catalogue of Life.